# Le Genest-Saint-Isle
Le Genest-Saint-Isle är en kommun i departementet Mayenne i regionen Pays de la Loire i nordvästra Frankrike. Kommunen ligger i kantonen Loiron som tillhör arrondissementet Laval. År 2022 hade Le Genest-Saint-Isle 2 127 invånare.

## Befolkningsutveckling
Antalet invånare i kommunen Le Genest-Saint-Isle
| Referens: INSEE |